# 一之宮公園
一之宮公園（いちのみやこうえん）は、神奈川県高座郡寒川町にある公園。かつてあった相模線の支線跡を活用してつくられており、「かながわの公園50選」に選定されている。

## 概要
一之宮公園は神奈川県高座郡寒川町にある公園（都市公園)で、かつてあった相模線の支線跡を活用してつくられた施設である。
国鉄寒川支線（通称：西寒川支線、相模鉄道時代：四之宮支線）は、第二次世界大戦前の相模鉄道時代、相模川の良質な砂利を運ぶ「砂利運搬線」、戦中は相模海軍工廠が置かれたことから「軍事需要線」、戦後は工業団地への「通勤路線」として活躍した。しかし戦後における自家用車の普及や、寒川駅から比較的距離が近く、1日4往復しか運行されなかったため輸送サービスが低く次第に需要が低下。1984年3月31日に廃止が決まった。支線は大門踏切（寒川神社参道入口に位置する踏切）の手前から南西方向に分岐し、神奈川県道47号藤沢平塚線を通り目久尻川と相模川の合流地点付近まで続いていた。
支線が廃止された1984年の6月に一之宮公園の一部が開園した。当時、寒川青年会議所により設置された「丸太の広場」があったことから、一之宮公園は「丸太の広場」とも呼ばれていた。その後、町制施行50周年にあたる1990年に合わせ、支線跡を緑道と共に整備し、1987年に一之宮緑道が完成、そして1990年に一之宮公園が全面開園し、1994年には「かながわの公園50選」に選定された。

## 沿革
- 1923年（大正12年）
  - 2月5日 - 相模鉄道四之宮支線の途中駅として東河原駅（貨物駅）が設置される。
- 1940年（昭和15年）
  - 4月20日 - 寒川駅 - 昭和産業駅間で旅客営業が開始される。
- 1954年（昭和29年）
  - 10月 - 国鉄寒川支線の旅客営業を正式に終了。既に1946年頃から旅客営業はされなくなっていた。
- 1960年（昭和35年）
  - 11月15日 - 寒川駅 - 西寒川駅間の旅客営業が再開。
- 1983年（昭和58年）
  - 10月8日 - 丸太の広場が設置される。
- 1984年（昭和59年）
  - 3月31日 - 国鉄寒川支線が廃止。
  - 6月23日 - 一之宮公園が一部供用開始。
- 1987年（昭和62年）
  - 3月29日 - 一之宮緑道が開園。
- 1990年（平成2年）
  - 11月2日 - 一之宮公園が全面開園。
- 1994年（平成6年）
  - 3月 - 「かながわの公園50選」に選定される。

## 施設
一之宮公園は一之宮緑道と共に構成され、緑道の起点を「ゲート広場」、終点を「八角広場」と呼ぶ。
ゲート広場
緑道の起点。ここから八角広場まで約900メートルつづく。
一之宮緑道
支線の跡につくられ、レンガで舗装されている。秋には沿道の桂の木が美しく紅葉する。緑道の途中には車輪が車止めとして活用され残されている。
レールの一部は一之宮公園脇と八角広場に残されている。このレールの一部には西暦ではなく皇紀で刻印で刻印されたものが存在する。このレールには、現在世界遺産に登録されている旧八幡製鉄所により製造されたマークが刻印されている。第二次世界大戦中から戦後直後までの一時期、旧八幡製鉄所でつくられた国産レールは皇紀による刻印がなされていた。当時は原料である鉄が不足していたため、この期間に製造されたレールは少なく、希少性が高い。また、最も古いレールで1909年（明治42年）に製造されたものが1本存在し、西暦で刻印されている。なお、相模鉄道が開業したのは1921年（大正10年）であることから、このレールは他の鉄道から移譲されたものであると考えられる。
一之宮公園
寒川町内では比較的大きい公園であり、周辺には住宅街や幼稚園がある。園内には管理事務所もあり、芝生の広場には遊具が設置されている。特に公園脇の路線はノスタルジックであり、さらに春になると桜が満開となり美しい景観を形成している。
八角広場
緑道の終点。八角広場として整備されたのは寒川神社の八方除信仰に由来する。かつて、この場所に西寒川駅があった。広場には西寒川駅と相模海軍工廠の記念碑が設置されている。
なお、西寒川駅は開業以来3回名称変更している。初めは、1923年（大正12年）に東河原駅（貨物駅）として開業。1938年（昭和13年）に昭和産業が工場を開設すると、翌1939年（昭和14年）に昭和産業駅と改称。その後、1941年（昭和16年）に海軍が昭和産業を買収し相模海軍工廠を設置すると、翌1942年（昭和17年）に四之宮口駅に改称。1944年（昭和19年）に運輸逓信省が相模線を買収し国有化されると西寒川駅に改称。同時に、西寒川駅からその先にあった四之宮駅（貨物駅）までの路線が廃止された。

## アクセス
最寄駅
- JR相模線：寒川駅

最寄バス停
- 神奈川中央交通：「八角広場」（一之宮緑道の終点）

最寄IC
- 圏央道：寒川南IC

## 周辺
- 寒川神社（相模国一之宮）
- 神奈川県水道記念館（日本初の県営による広域水道）